# Муцана дел Турњано
Муцана дел Турњано (итал. Muzzana del Turgnano) је насеље у Италији у округу Удине, региону Фурланија-Јулијска крајина.
Према процени из 2011. у насељу је живело 2382 становника. Насеље се налази на надморској висини од 6 м.

## Становништво
Према резултатима пописа становништва 2011. у општини је живело 2.641 становника.
| 1951. | 1961. | 1971. | 1981. | 1991. | 2001. | 2011. |
| ----- | ----- | ----- | ----- | ----- | ----- | ----- |
| 2.617 | 2.569 | 2.468 | 2.652 | 2.612 | 2.660 | 2.641 |